# Natantiella ligneola
Natantiella ligneola är en svampart som först beskrevs av Berk. & Broome, och fick sitt nu gällande namn av Réblová 2009. Natantiella ligneola ingår i släktet Natantiella och familjen Calosphaeriaceae.   Inga underarter finns listade i Catalogue of Life.